# Jean-Claude Beton
Jean-Claude Beton (Boufarik, 14 januari 1925 – Marseille, 2 december 2013) was een Frans zakenman en ondernemer.

## Biografie

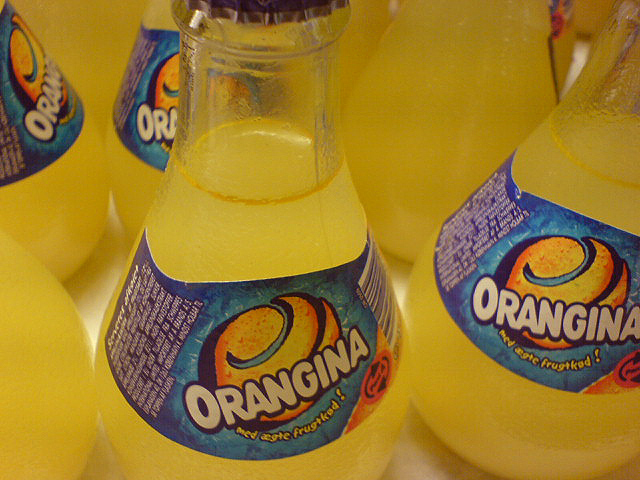
Orangina

Beton werd in 1925 geboren in het Algerijnse Boufarik als zoon van Léon Beton en Germaine Derai. Zijn vader was werkzaam in de markt van lavendelolie. In 1935 bezocht zijn vader Marseille, waar hij op de beurs in aanraking kwam met een Spaanse apotheker. Zijn vader kocht de formule van zijn sinaasappelsap. Léon Beton begint dit product te verkopen in Algerije. In 1951 richtte zoon Jean-Claude de Compagnie Française des Produits Orangina op. Onder Jean-Claude groeit het merk Orangina uit tot een wereldwijd bekend merk. 
Beton was gehuwd en had 2 kinderen.